# Batalla de Puerto Caballos (1603)
La batalla de Puerto Caballos fue una acción militar que tuvo lugar durante la guerra anglo-española (1585-1604) en la que participaron una armada inglesa junto a otra de corsarios franceses contra 4 barcos españoles (dos galeones y dos barcos de carga). Tras el combate, los hombres de Christopher Newport y de Michael Geare asolaron la pequeña población de Puerto Caballos (actualmente Puerto Cortés, en Honduras). De los galeopnes españoles, uno fue capturado y el otro incendiado por la imposibilidad de aprovecharlo. Como solía ocurrir en los asaltos de piratas y corsarios a las posesiones españolas, el asalto carecía de la fuerza suficiente para la ocupación permanente del territorio por lo que la fuerza atacante abandonó la zona antes de que se tuviese lugar la reacción que, tarde o temprano, se iba a producir por parte española

## Trasfondo
A lo largo de la guerra Anglo-Española, los corsarios ingleses, por lo general con flotas pequeñas, realizaron asaltos sorpresivos en puertos casi siempre secundarios y carentes de defensa con el único objetivo de, mediante el robo, lograr que la expedición tuviese un balance económicamente positivo.
Newport conocía bien el área pues ya había asaltado previamente el mismo Puerto Caballos en 1592 capturando un mercante de 200 toneladas. Con necesidad de suministros, la flotilla anglofrancesa intentó desembarcar en Jamaica pero los españoles repelieron el ataque impidiendo el avituallamiento.

### Enfrentamiento
En la oscuridad del 17 de febrero, los barcos ingleses seguidos por los esclavistas franceses alcanzaron Puerto Caballos y destacaron siete botes con 200 hombres y artillería ligera. Esperaban abordar los dos galeones españoles parcialmente cargados más que destruirlos. Los galeones eran: el Nuestra Señora del Rosario de 600 toneladas del Capitán Juan de Monasterio y el San Juan Bautista de 400 tononeladas de Francisco Ferrufino. Éstos eran el buque insignia y el Vice buque insignia de la flota de Nueva España. 
Los españoles opusieron una fuerte resistencia que solo pudo ser vencida mediante la artillería. Posteriormente, ingleses y franceses desembarcaron sembrando el pánico en la población civil que huyó hacia el interior. Las bajas en ambas partes, eran casi las mismas, alrededor de 30. Unos 200 hombres fueron hechos prisioneros (la mayoría de ellos tripuilación de los barcos).

### Ocupación
Los atacantes saquearon las embarcaciones y edificios de la costa a lo largo de dieciocho días obteniendo 200 sacos de añil (tinte) y 3,000 pieles, además de todo aquello que pudieran considerar de valor incluyendo la artillería de los dos galeones capturados. El Rosario fue dañado considerablemente por los cañonazos que sufrió del Neptune y el Archangel por lo que Newport decidió quemarlo trasvasando la carga al Bautista.
Durante la ocupación del pueblo, según el relato inglés, hubo una discusión sobre qué hacer con los prisioneros. Según este mismo relato, "...los ingleses ganaron y salvaron a los prisioneros, pero no pararon a los franceses de matar a un cierto número de ellos". En los últimos días de ocupación, Newport dejó libres a aquellos de los que preveía que no podría obtener rescate, manteniedo cautivos al resto. La fortaleza local, el Castillo de San Felipe, fue demolido por los ocupantes.

## Resultado
Finalmente, ambos grupos partieron con el San Juan Bautista como única ganancia. Los franceses se dirigieron de regreso a La Española mientras los ingleses se dirigieron hacia Cuba. La indefensión de Puerto Caballos facilitó su saqueo en sucesivas ocasiones por lo que, finalmente, perdió relevancia frente a otros puertos mejor defendidos.
Geare y Newport permanecieron en el Caribe realizando asaltos menores hasta el mes de mayo en que regresaron a Inglaterra. Newport invirtió parte de las ganancias de sus robos en la Compañía de Virginia colaborando en la fundación de la primera colonia inglesa de Jamestown. Es de señalar que muy poco después se firmaría el "Tratado de Londres" de 1604, favorable a España, por el que Inglaterra se comprometía a cesar en su apoyo a corsarios y piratas por lo que este episodio fue probablemente el último de este periodo de la historia.